# Teriańska Przełęcz Niżnia
Teriańska Przełęcz Niżnia (niem. Untere Felsgartenscharte, słow. Nižné terianske sedlo, węg. Alsó-Terianszko-csorba) – przełęcz w Grani Hrubego w słowackich Tatrach Wysokich. Oddziela Zadnią Bednarzową Turnię od Skrajnej Teriańskiej Turni. Jest najszerszą przełęczą w całej Grani Hrubego. Niewielka turniczka powoduje, że przełęcz ma dwa siodła, nieco niższe jest zachodnie. Dla taterników stanowi jeden z najdogodniejszych punktów dostępowych do Grani Hrubego, ale jedynie od strony Niewcyrki. Do Doliny Hlińskiej spada z przełęczy olbrzymi żleb. Jest bardzo kruchy, w dodatku w środkowej części ma komin. W dolnej części żlebu długo zalega śnieg, a stożek piargowy u wylotu żlebu jest największy wśród wszystkich stożków piargowych Grani Hrubego. Żleb wcina się pomiędzy filary Wielkiej Teriańskiej Turni i Zadniej Bednarskiej Turni tworząc zatokę, której Władysław Cywiński nadał nazwę Teriańskiej Zatoki.
Nazwa przełęczy pochodzi od Teriańskich Stawów znajdujących się w Niewcyrce. Wprowadził ją w 1956 r. Witold Henryk Paryski w 8. tomie przewodnika wspinaczkowego.

## Taternictwo
Pierwszego wejścia turystycznego na Teriańską Przełęcz Niżnią dokonano 4 sierpnia 1906 r., a autorami jego byli Józef Bajer, Stanisław Konarski i Ignacy Król. Teriańska Przełęcz Niżnia nie jest dostępna żadnymi znakowanymi szlakami turystycznymi. Jest w niej kilka dróg wspinaczkowych, ale obecnie dozwolone jest tylko przejście granią lub wspinaczka od strony Doliny Hlińskiej. Niewcyrka jest obszarem ochrony ścisłej TANAP-u z zakazem wstępu.
Drogi wspinaczkowe
1. Od południowego wschodu;  I w skali tatrzańskiej
2. Wprost od południa; III, 1 godz.
3. Od południowego zachodu trawersem przez zbocze Bednarzowych Turni; 0+, z doliny1 godz. 15 min
4. Północno-wschodnim żlebem, z Doliny Hlińskiej; V, 6 godz., bardzo duża kruszyzna
5. Lewą częścią północnej sciany; V, 5 godz.
6. Północno-wschodnim filarem; V+ w dolnej części, IV w górnej, 4 godz. 30 min
7. Północno-wschodnią ścianą, z Wielkiego Ogrodu; I, miejsce III, 2 godz., deniwelacja ok. 320 m[4].

Droga nr 1 jest najłatwiejszym sposobem wejścia na przełęcz (obecnie przejście ni a jest zabronione).

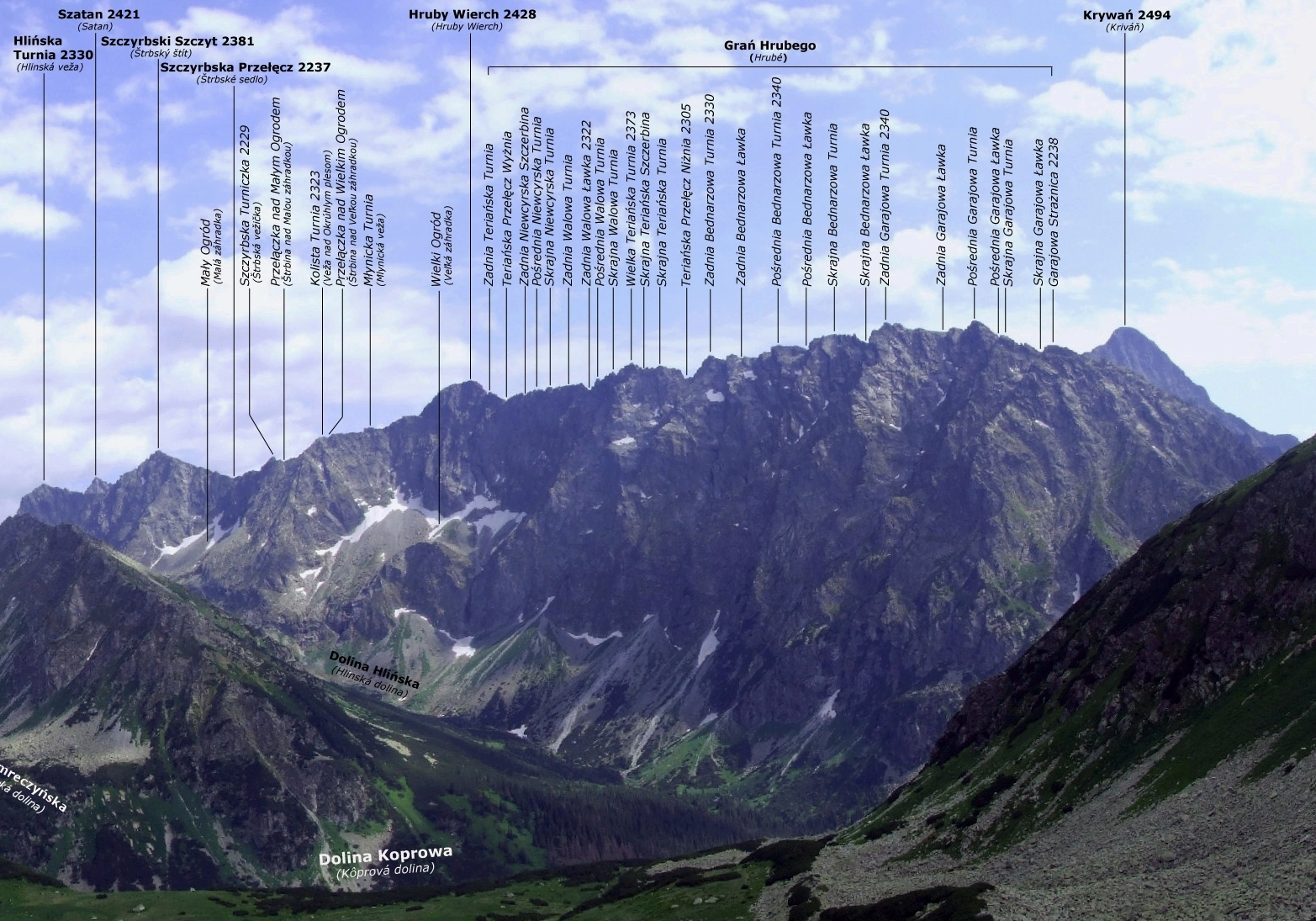
Widok z Zaworów